# Wehrrecht
Das Wehrrecht umfasst die Rechtsvorschriften über die Stellung und den Einsatz der Streitkräfte, die Rechte und Pflichten der Soldaten, das Wehrbeschwerde- und Wehrdisziplinarrecht, das Wehrstrafrecht, das Recht der Soldatenbeteiligung sowie über den Status und die Versorgung der Soldaten.

## Rechtslage in einzelnen Staaten
- Deutschland: Wehrrecht (Deutschland)
- Österreich: Wehrrecht (Österreich)